# Andrzej Pstrokoński
Andrzej Stefan Pstrokoński, (Varsovia, 28 de junio de 1936-24 de diciembre de 2022) fue un jugador polaco de baloncesto. Consiguió dos medallas en competiciones internacionales con Polonia.

## Carrera
Comenzó a jugar baloncesto en 1951 a la edad de 15 años con CWKS Legia Varsovia. Entre 1954 y 1970 militó en el primer equipo. Con este ganó los siete títulos de campeonato en la historia del club. En el partido decisivo de la temporada 1968/69, anotó los puntos cruciales contra el Wybrzeże Gdańsk cuando faltaban dos segundos para el final.
Para la Selección de baloncesto de Polonia, completó 200 partidos internacionales. Ganó plata en el Campeonato Europeo de Baloncesto Masculino de 1963 y bronce en el Campeonato de 1965. También formó parte del equipo en los Juegos Olímpicos de Roma 1960 y en los Juegos Olímpicos de Tokio 1964.
Después del final de su carrera en el baloncesto, trabajó como entrenador con la selección nacional femenina polaca, que ganó la medalla de bronce en el Campeonato de Europa de 1968. Entre 1976 y 1977 también fue entrenador de la selección masculina y en el medio también entrenó al equipo de baloncesto del Legia de Varsovia.
Por sus logros en el deporte polaco fue galardonado con la Cruz de Oficial de la Orden Polonia Restituta en 2001.